# Compagnie française de chemins de fer à voie étroite

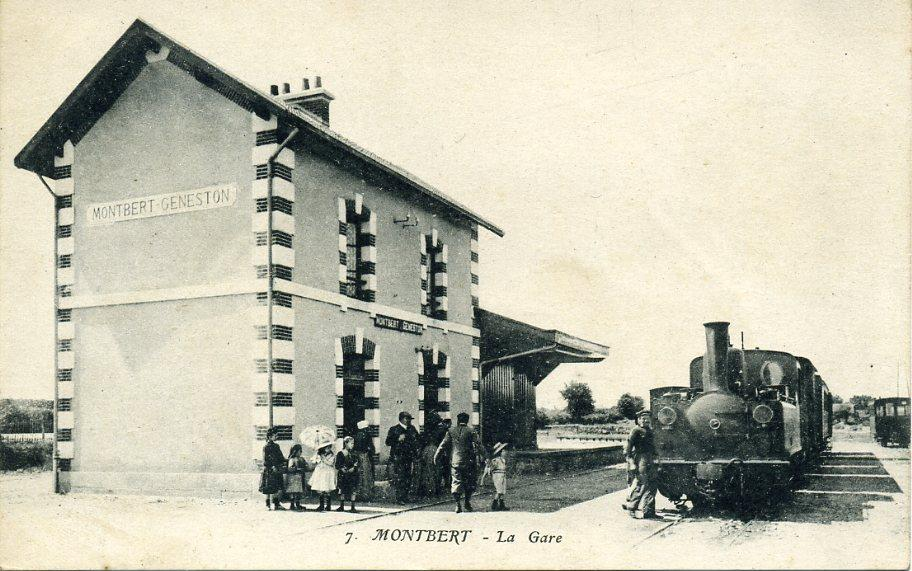
Un train en gare de Montbert

La Compagnie française de chemins de fer à voie étroite (1893-1935) est une société anonyme française créée pour exploiter un réseau de chemins de fer secondaire à voie métrique notamment dans le département de la Loire-Inférieure (devenu Loire-Atlantique).
Elle a exploité deux lignes, au départ de Nantes et allant jusqu'en Vendée.

## Histoire
Le 4 janvier 1890, Jacques-Alfred Faliès, ingénieur civil, agissant au nom de la Compagnie française de chemins de fer à voie étroite, société anonyme au capital d'un million de francs, dont le siège est au no 9 de la rue Saint-Anne à Paris, en vertu de délégations spéciales du conseil d'administration, en date du 29 mars 1888 et du 6 août 1889, et le préfet du département de la Loire-Inférieure, agissant au nom du département en vertu de délibérations de 1887 et 1889, de la loi du 11 juin 1880 et du décret du 20 mars 1882, conviennent notamment : 
- (article 1) la concession d'un chemin de fer d'intérêt local à voie étroite de Nantes à Legé ;
- (article 2) la compagnie s'engage à financer et fournir le matériel roulant inscrit au cahier des charges, dont le coût total est de 350 000 fr ;
- (article 3) toutes les dépenses d'établissement, autres que celles du matériel roulant, seront remboursées à la compagnie au fur et à mesure de la construction de la ligne, sans pouvoir dépasser 2 259 123 fr ; une amende de 300 fr par jour de retard sera due au département si, dans le délai de deux ans à partir de la date de l'approbation des projets, la compagnie n'a pas terminé les travaux et mis la ligne en exploitation.
- (article 5) le remboursement des dépenses d'établissement aura lieu mensuellement. ;
- (article 6) la compagnie exploitera la ligne concédée à ses risques et périls ; (article 9) la présente concession est faite aux charges, clauses et conditions du cahier des charges annexé.
- Le concessionnaire s'engage à n'employer que du personnel français et matériel fixe et roulant de provenance française ;
- (article 10) la validité de cette convention est subordonnée à la déclaration d'utilité publique, dans un délai de deux ans à partir de la signature.
Une loi du 1er août 1890, déclare, le chemin de fer d'intérêt local, à voie étroite, de Nantes à Legé, d'utilité publique.

## Réseau
- Ligne de Nantes à Legé (44km) ouverture en 1893.
- Ligne des Sorinières à Rocheservière (40km) ouverture de 1903 à 1908.

La ligne principale avait son origine sur l'actuelle Île de Nantes, où était construite une gare dite « de Legé ». Les deux lignes utilisaient un tronc commun jusqu'à la gare des Sorinières. Les deux terminus étaient situés dans le département de la Vendée. La gare de Legé était commune aux Tramways de la Vendée.

## Matériel roulant
- Locomotives

N° 1 à 5, de type 030T livrées par la SACM en 1893,
N° 52 à 54, de type 030T livrées par Corpet-Louvet, livrées en 1902 et 1903 N° construction 933,934 et 936
- Voitures à voyageurs

voitures à bogies: 12 unités;
voitures à essieux: 14 unités;
- Fourgons à bagages: 9 unités;
- Wagons de marchandises à essieux.

wagons couverts: 44 unités
wagons tombereaux: 20 unités
wagons plats: 28 unités
wagons plats à traverse mobile: 8 unités